# Daniel Sternberg
Daniel Arie Sternberg (geboren 29. März 1913 in Lemberg, Österreich-Ungarn; gestorben 26. August 2000 in Waco, Texas) war ein US-amerikanischer Dirigent, Komponist und Hochschullehrer. 

## Leben
Daniel Sternberg war ein Sohn des Rechtsanwalts Philipp Sternberg (1892–1948) und der Eva Makowska, sein 1917 geborener Bruder Eli Sternberg wurde Ingenieur. Allen gelang die Flucht vor der nationalsozialistischen Judenverfolgung. Sternberg studierte ab 1931 Musik an der Wiener Universität und am Wiener Konservatorium bei Karl Weigl. Er gab 1933/34 Kurse an der Wiener Volkshochschule und leitete ein Wiener Veteranenorchester. Er war 1935/36 Assistent von Fritz Stiedry bei den Leningrader Philharmonikern, wo er 1936 die russische Erstaufführung von Paul Hindemiths Symphonie Mathis der Maler dirigierte. 1936/37 war er Musikdirektor in Tiflis, danach war er in Stockholm, Riga und wieder in Wien tätig. Er heiratete 1936 Felicitas Gobineau.
1939 gelang ihm die Flucht in die USA, wo er 1940 in Dallas, Texas eine Anstellung an einer Mädchenschule fand. 1942 erhielt er eine Stelle an der Baylor University School of Music in Waco und wurde 1945 ihr Dekan. Er gründete ein Schulorchester, das er bis zu seinem Ruhestand 1980 leitete, ebenso ein örtliches Sinfonieorchester, das er von 1962 bis 1987 leitete. An der St. Paul’s Episcopal Church in Waco war er 27 Jahre Chorleiter und Organist und komponierte dafür etliche Chor- und Orgelwerke. Er arbeitete auch beim Dallas Symphony Orchestra. An der Hochschule gelang es ihm und seiner Frau, einige Hauptwerke der Opernliteratur in englischer Übersetzung zur Aufführung zu bringen.

## Schriften (Auswahl)
- Felicitas Gobineau: Aus einem verlorenen Leben. Gedichte. Selbstverlag, Waco, Texas 1986.